# La Charité-sur-Loire
La Charité-sur-Loire es una localidad y comuna francesa, situada en el departamento de la Nièvre y en la región de Borgoña. Los habitantes de La Charité-sur-Loire son denominados en francés charitois.

## Geografía
La ciudad está situada a orillas del río Loira, a 25 km al norte de Nevers y a 53 km al este de Bourges, en la intersección de la carretera nacional 151 y de la A77.
Históricamente está situada en los límites de la Borgoña y del Berry. La ciudadela monástica está ubicada en el Camino de Santiago, en la Via Lemovicensis, declarada itinerario cultural por el Consejo de Europa.
La aldea de Gérigny forma también parte de esta comuna.

## Historia

### Edad Media
- Siglo XI (1059): construcción de un priorato y de dos iglesias protegidas por fortificaciones.
- 1429 : Juana de Arco intenta retomar la ciudad por orden de Carlos VII.

### Renacimiento
En los años que siguen a 1530 la población de La Charité-sur-Loire se convirtió al protestantismo, para ser mayoritariamente hugonote al comienzo de las guerras de religión. Como lugar estratégico de paso sobre el Loira la ciudad fue objeto de numerosos asaltos durante esas guerras.
En 1559, un incendio devasta la ciudadela monástica.
En 1570, la paz de Saint-Germain, firmada entre el rey Carlos IX de Francia y el Almirante Gaspard de Coligny, otorga a los protestantes cuatro plazas fuertes: La Rochelle, Cognac, Montauban y La Charité-sur-Loire.
La noticia de la masacre de San Bartolomé llegó a la ciudad la tarde del 24 de agosto y provocó inmediatamente una repetición de la masacre.
En 1576, la ciudad fue vuelta a tomar por el hermano del rey, duque de Anjou, casi sin combates.

### DelsigloXIXa nuestros días
- 1840: Prosper Mérimée salva al claustro y las dos iglesias, que estaban condenadas a ser destruidas por el paso de una carretera.
- 1986: El 16 de agosto de 1986 un tornado de nivel F3 atraviesa la ciudad. En su trayectoria produce daños muy importantes en viviendas y en arbolado. En su momento La Charité-sur-Loire recibió el nombre de « la ciudad de los tejados azules » debido a las lonas instaladas para proteger las cubiertas arrancadas de las casas. Una persona resultó muerta en esta catástrofe.
- 1998: La iglesia de Notre-Dame es declarada patrimonio de la humanidad por la Unesco.

Por su patrimonio histórico la ciudad pertenece a la Federación de lugares cluniacenses.

## Administración
Lista de los alcaldes sucesivos
- (marzo de 2001-2014) Gaëtan Gorce PS, Diputado y alcalde.

## Economía
- Centro hospitalario especializado
- Construcciones mecánicas

## Cultura

### La Charité: Ciudad del Libro
A principios de los años 1990, Christian Valleriaux, librero en París, decidió instalarse en La Charité. Creó en 1996 una feria del libro antiguo. Más adelante, a medida de lo que ya se hizo en Hay-on-Wye en Gales, surge la idea de convertir La Charité-sur-Loire en una ciudad del libro. Desde entonces una docena de libreros se instalaron en el centro histórico que los comercios habían abandonado. También acudieron algunos artesanos del libro: tipógrafos, iluminadores, calígrafos, encuadernadores y editores. Desde 2000, la Charité utiliza el sobrenombre de Ciudad del Libro. Durante el año se organizan varios eventos o ferias del libro: 
- Mercado de la primavera (tercer domingo de abril)
- Salón de los artistas y artesanos del libro (tercer domingo de mayo)
- Festival de la palabra (mediados de junio)
- Feria de los libros antiguos y los papeles antiguos (tercer domingo de julio)
- Noche del libro (primer sábado de agosto), donde se asocia jazz y libros
- Mercado mensual (tercer domingo de cada mes, de marzo a octubre)

## Demografía
| 5742 | 6194 | 6426 | 6416 | 5686 | 5460 | 5405 |
| Para los censos de 1962 a 1999 la población legal corresponde a la población sin duplicidades (Fuente: INSEE [Consultar]) |      |      |      |      |      |      |

## Lugares de interés y monumentos
- Priorato de Nuestra Señora de La Charité-sur-Loire (en curso de restauración)
- Iglesia de Notre-Dame, la hija mayor de la Abadía de Cluny
- Casa del Enano, pegada a la iglesia
- Granero de la sal
- Fortificaciones
- Paseo de los Ingleses
- El castillo de Gérigny
- Puente viejo (el puente de piedra más antiguo construido sobre el Loira, 1520)[7]

## Galería

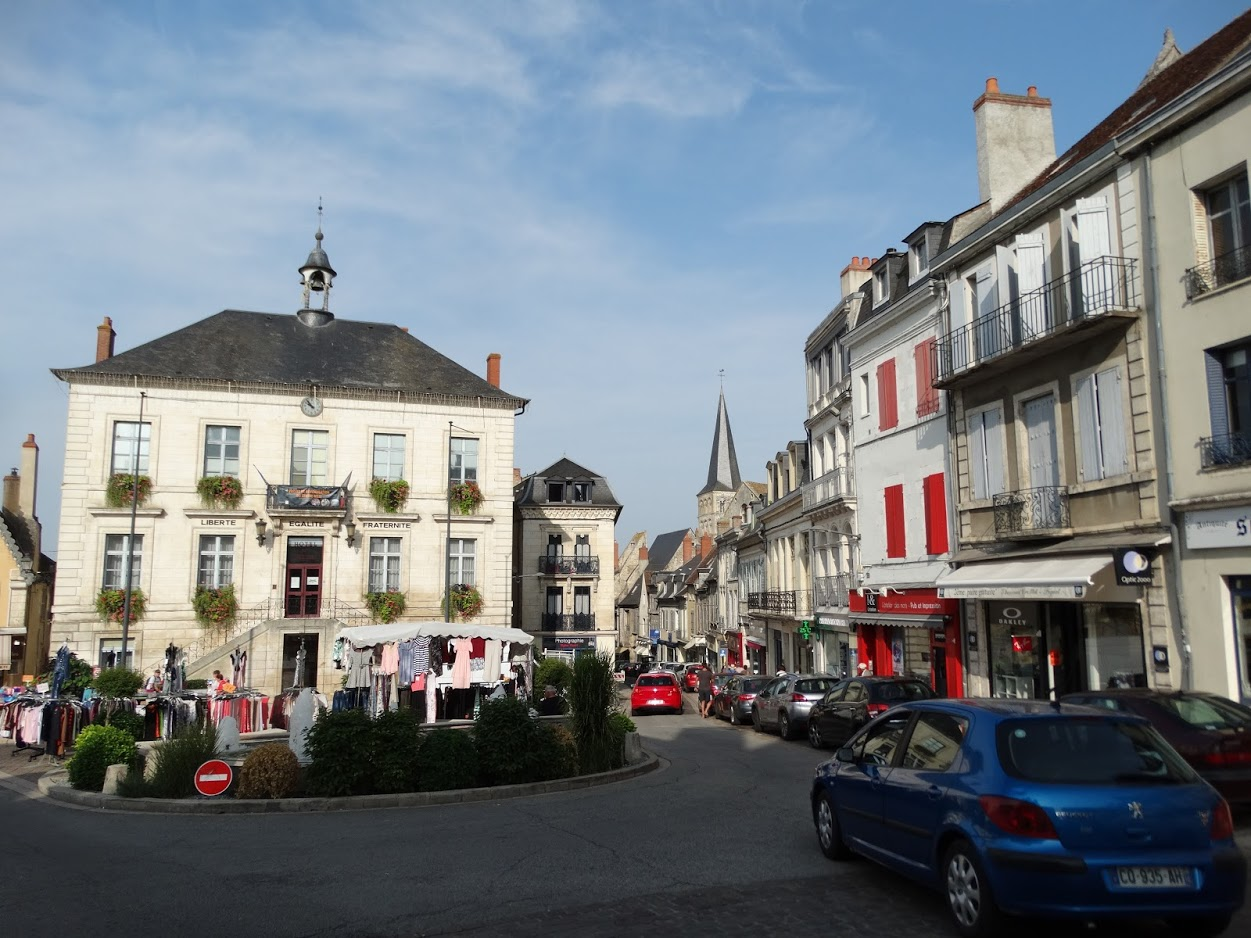
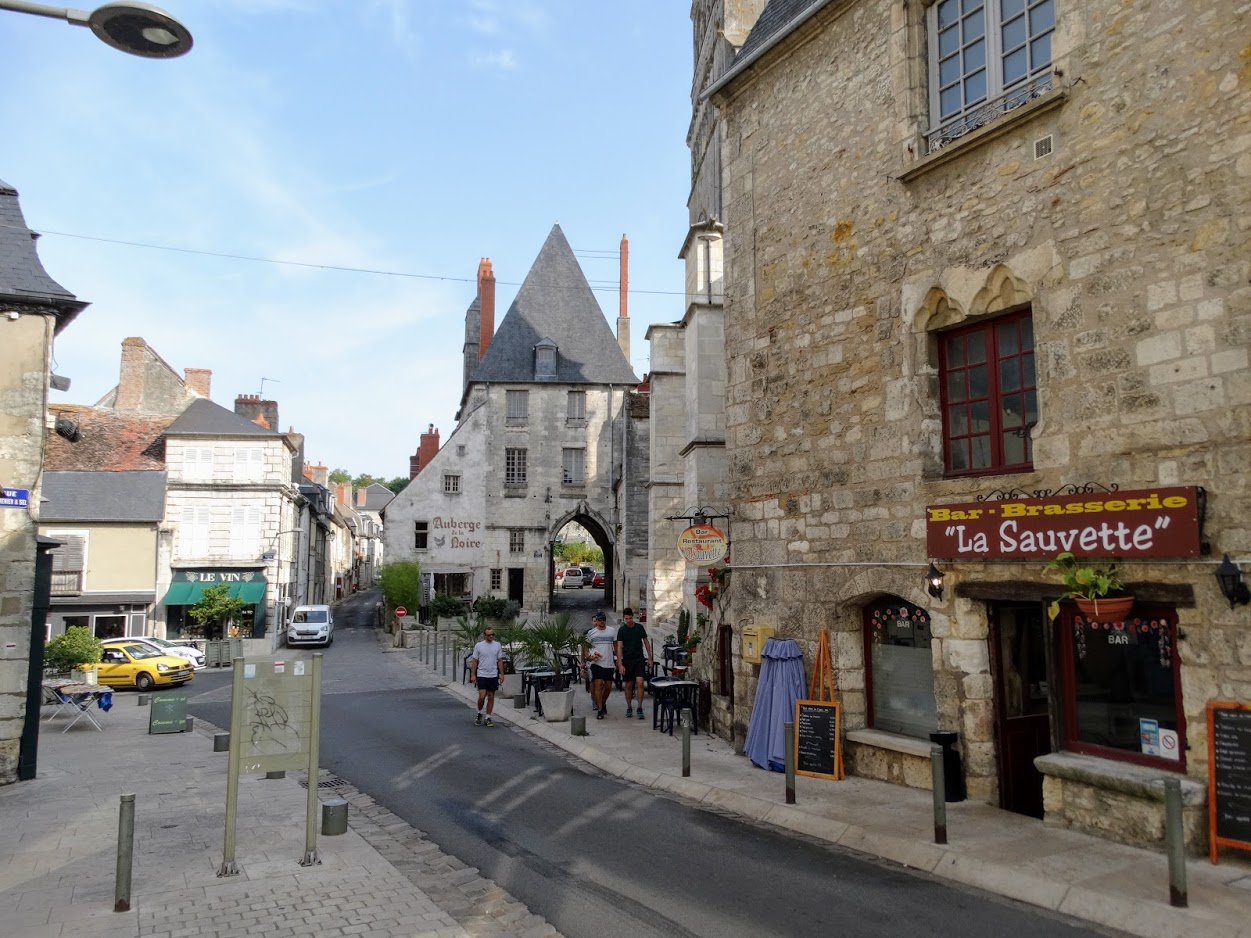
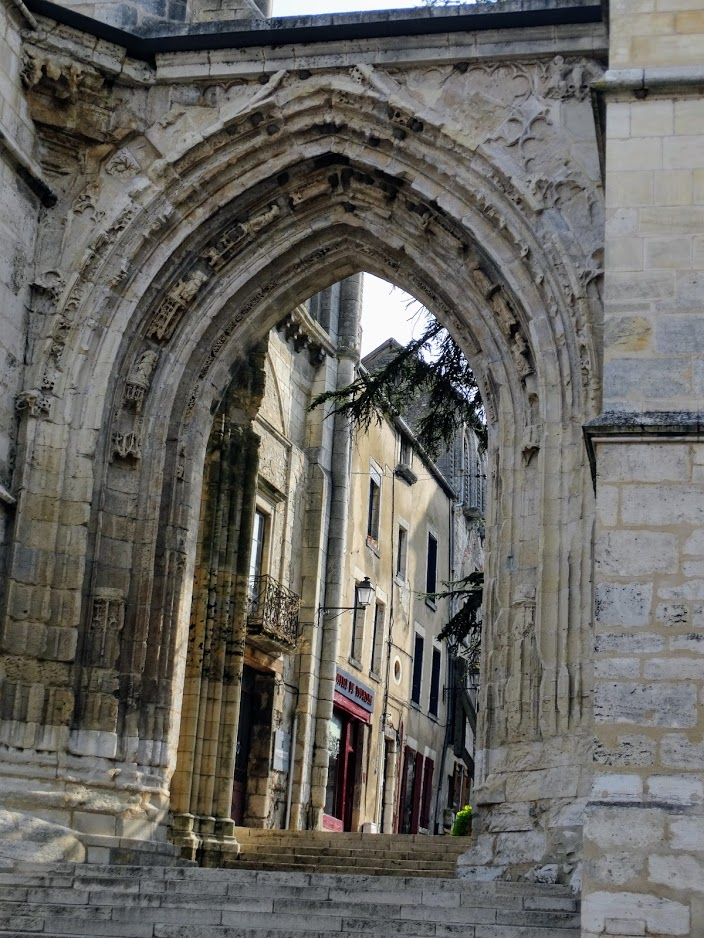
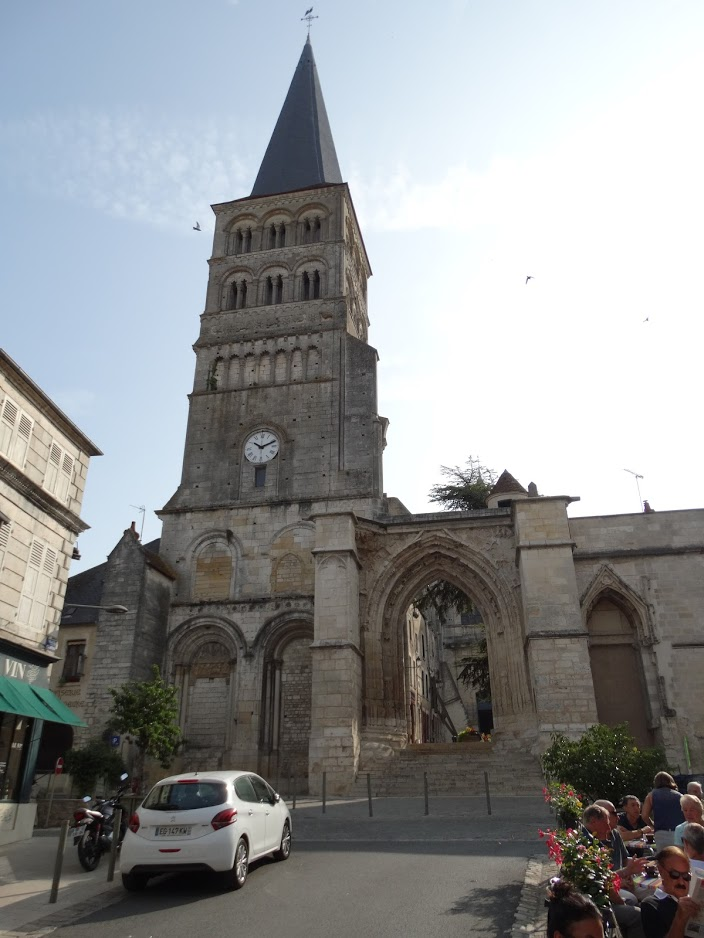
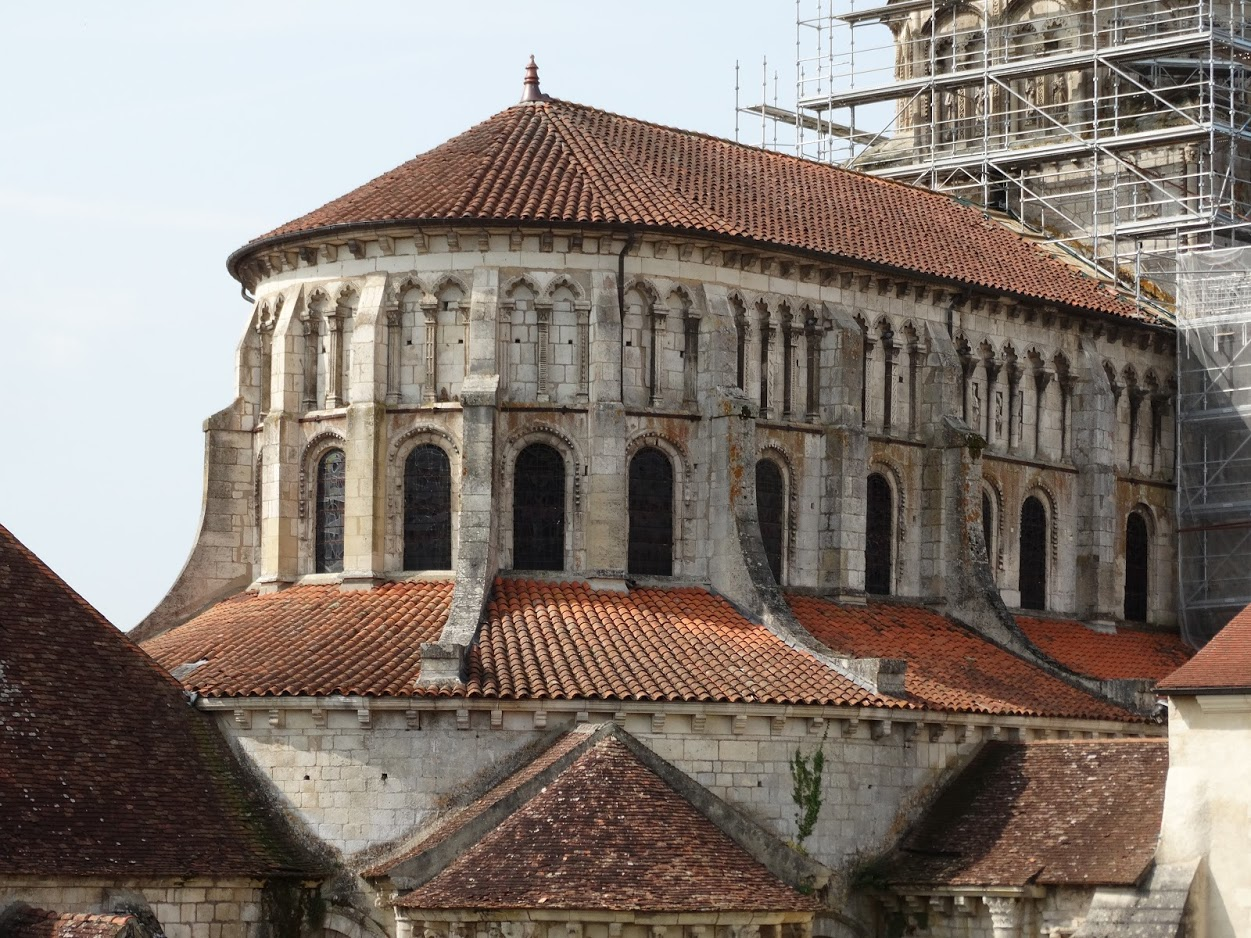
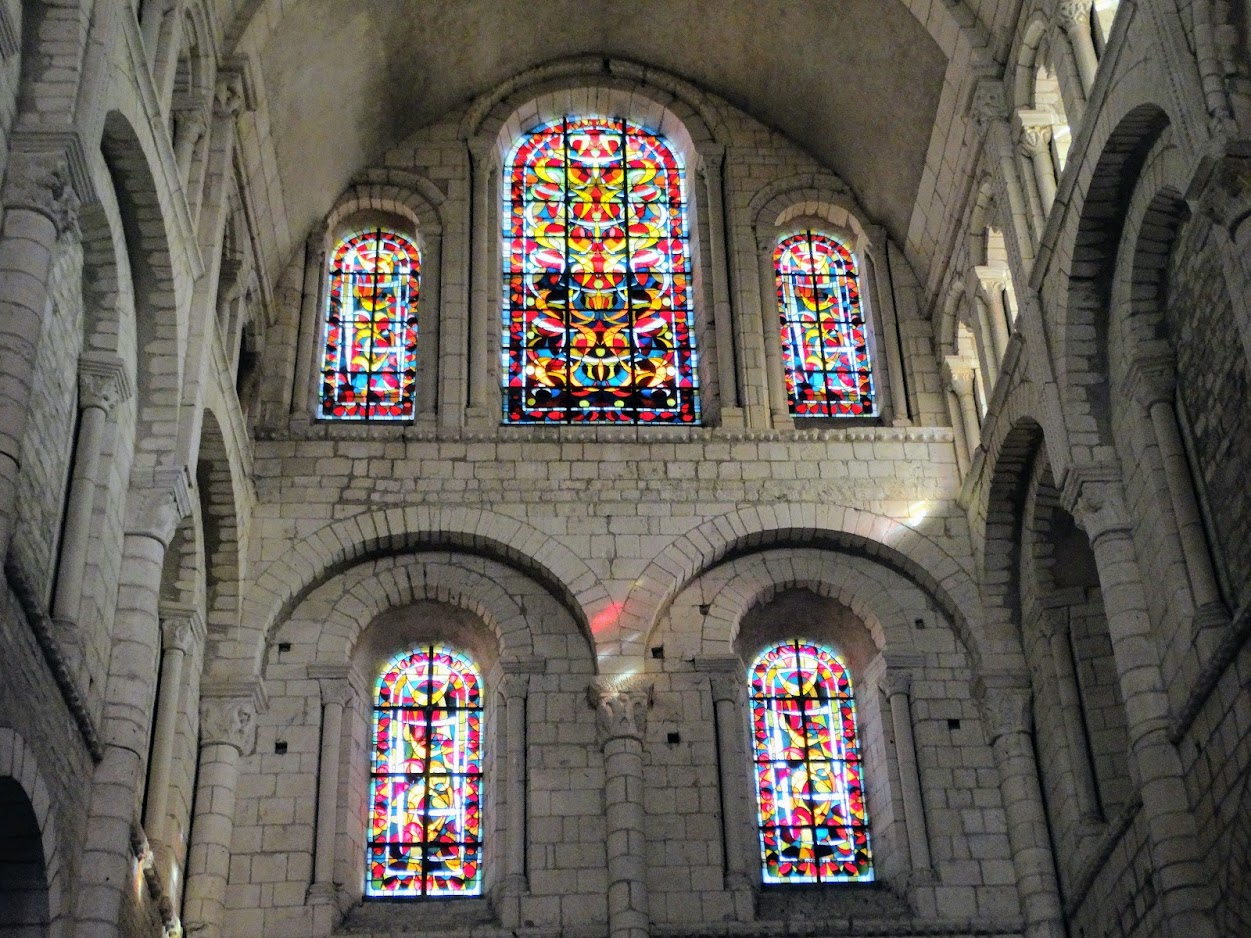
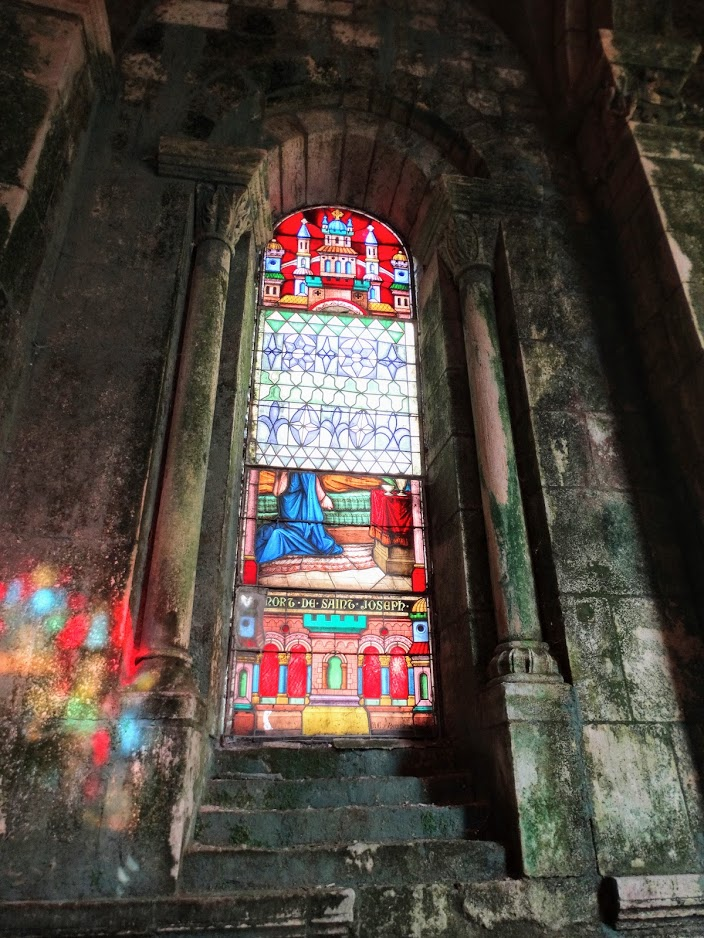
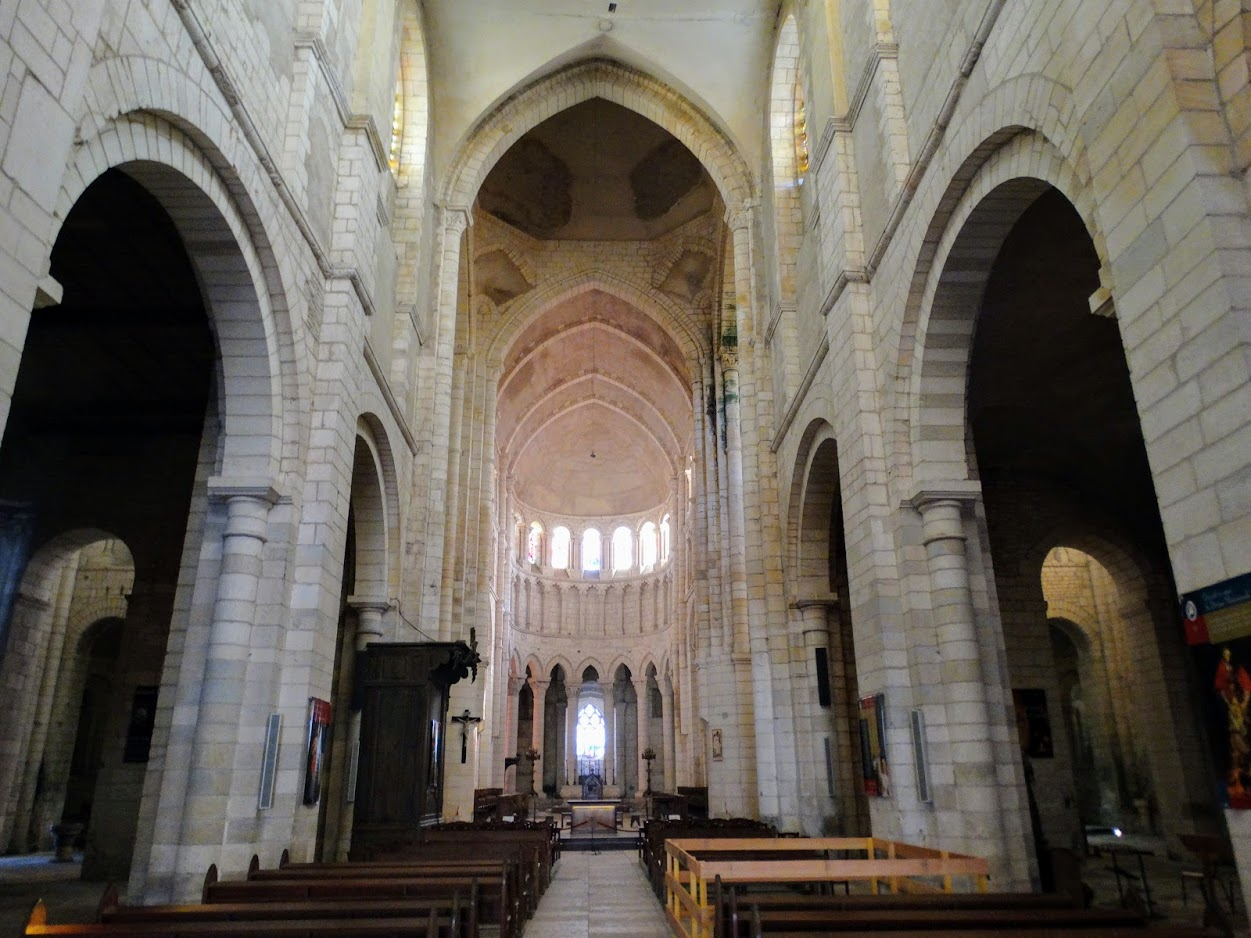

## Personalidades vinculadas con la comuna
- Macé de La Charité (siglo XIII), monje y cura de Sancoins, que tradujo la Biblia en 40000 octosílabos.
- Jean-Guillaume Hyde de Neuville (1776-1857), político.
- Camille Barrère (1851-1940), diplomático (Academia de Ciencias Morales).
- Léopold-Sédar Senghor detenido por los alemanes el 20 de junio de 1940.
- Charles Auger (1809-1859), General de Artillería, que resultó muerto en la Batalla de Solferino.

## Hermanamientos
- Biedenkopf (Alemania); véase Biedenkopf (en alemán).
- Neustadt an der Orla (Alemania); véase Neustadt (en alemán).
- Wépion (Bélgica).
- Oostduinkerke (Bélgica).
- Castiglion Fiorentino (Italia).